# Rosenborg Brøndanstalt
Rosenborg Brøndanstalt A/S var en mineralvandsfabrik og kurbadeanstalt, som lå i Kongens Have langs Gothersgade (nr. 64) i København. Den blev stiftet 23. marts 1831 og blev placeret i en tilbygning til Livgardens Kaserne. Anstalten var leverandør til det kgl. danske hof og havde fra begyndelsen kongelig bevågenhed, hvilket ses af, at både Frederik VI og Christian VIII skænkede grundstykker af haven til brug for anstalten. Bygningerne kom først til et par år senere, i 1833, og var tegnet af Jørgen Hansen Koch.
Initiativtagere var embedsmanden Jonas Collin, lægen Ole Bang og geologen Johan Georg Forchhammer, som sad i direktionen til sin død. Anstalten tilbød forskellige kurbade med salte og var et alternativ til at tage til kurbade i udlandet. Foruden de medicinske vande havde Brøndanstalten i en længere årrække fremstillet kunstige mineralvandssalte, og den havde lavet pionérarbejde med fremstilling af apollinaris, lemonader, citronsodavand, taffelvand, tonic vand osv., og den havde leveringen af de forskellige vande til størstedelen af landets apoteker. Brøndanstalten beskæftigede i 1936 40 mand.
Det blev et populært etablissement, hvis succes nåede et højdepunkt blandt det københavnske borgerskab i 1880'erne, hvor det blev beskrevet i Herman Bangs roman Stuk (1887). I dette årti havde anstalten 6-700 besøgende om året. Mineralvandsfabrikken producerede "mellem 2 og 3 Millioner Kvartflasker aarlig". I 1871 havde anstalten taget dampkraften i brug.
I 1872 var Rosenborg Brøndanstalts produkter de eneste mineralvande, der blev hædret med sølvmedalje på den nordiske industriudstilling i København, og anstalten blev ligeledes på en række senere udstillinger prisbelønnet, bl.a. udstillingen i 1888.
Anstaltens bygninger blev opført på en del af havens areal ud mod Gothersgade, og her opførtes den bygning, hvor anstalten havde til huse indtil 1929, da den købte mineralvandsfabrikken Sødring og Co. (der var
etableret i 1856) og flyttede ud i en nyopført fabrik på Bispevej 25 i Nordvestkvarteret. Fabrikken var ikke køn, og i 1929 var det lykkedes Københavns Kommune at foretage et mageskifte med staten, således at kommunen fik en strimmel af haven til at udvide Gothersgade i bredden, mens staten fik en bid af Fælledparken til Rockefeller Instituttet.
I 1899 bestod direktionen af 5 medlemmer, deriblandt en læge og en kemiker, der ikke behøvede at være aktionærer. Medlemmerne var: Stabslæge Axel Paulsen, professor S.M. Jørgensen (også medlem af direktionen 1871-1914), etatsråd Claus L. Smidt (medlem fra 1897), etatsråd A. Piper og birkedommer Valdemar Oldenburg. Fra 1901 var apoteker Hans-Jacob Møller medlem af bestyrelsen. Senere kom læge Christian Gram i bestyrelsen, bryggerikemiker Rudolph Koefoed (formand).
I 1950 var bestyrelsen: Professor, dr. phil. Carl Faurholt, direktør Laurits Tholstrup og landsretssagfører J.C. Bang. Direktion: Svend Sørensen (f. 1908).
En inspektør ansat af direktionen forestod vandenes tilvirkning, ledede selskabets tekniske anliggender og havde nærmeste tilsyn med anstaltens økonomi. En forretningsfører forestod udsalget og kontoret. Aktiekapitalen var i dette år 160.000 kr.
Fabrikken lukkede i anden halvdel af 1900-tallet.
Flasker fra Brøndanstalten bærer navnet "Rosenborg Kjöbenhavn" og er samlerobjekter.